# Nepotul străzii
Nepotul străzii este un film documentar românesc de scurtmetraj din 1993 regizat de David Reu.